# 사리역
사리역(四里驛, Sari station)은 경기도 안산시 상록구 사동에 위치한 수도권 전철 수인·분당선의 전철역이다. 1966년 9월부터 1995년 12월까지 여객 영업을 하였고, 2020년 9월 12일에 표준궤도 복선 전철의 반지하역으로 영업을 재개하였다. 이 역만 지상 구간이다. 이 역과 한대앞역 그리고 야목역 사이에는 일부 지하 구간이 존재한다.

## 역 정보
이 역의 이름은 과거 경기도(京畿道) 광주군(廣州郡) 성곶면(聲串面) 사리(四里)에서 비롯되어 경기도 수원군(水原郡)/화성군(華城郡) 반월면(半月面) 사리(四里)를 거쳐 경기도 안산시 사동(四洞)에 위치해 있다고 하여 사리역이라고 명명되었다. 1966년 9월 1일에 무배치간이역으로 영업을 시작하였으나, 1996년 1월 1일에 수인선의 운행 중지와 더불어 사실상 폐역되었다.
이미 1990년대 초반부터 역사 없이 플랫폼만 존재했으나, 수인선 협궤열차는 차내에서 차장에게 직접 표를 사기에 이용상 문제가 없었다. 수인선 운행 정지 직전까지도 본오동과 사동 일대에서 수원역으로 가는 최단 노선이라서 이용객이 의외로 상당히 존재했다. 수인선 선로 및 역사 주변이 녹지구역이었던 관계로 수인선 영업정지 이후에도 플랫폼 및 선로는 매우 양호한 상태로 남아 있었다.
수인선이 표준궤로 개궤되면서 동시에 복선 전철화가 완료되어 전철역으로 영업을 재개하며, 지역 주민의 요구에 따라 반지하로 지어졌다. 새 역의 착공에 따라 기존에 잔존하던 협궤 선로와 플랫폼은 전부 철거되었다.이 역의 개통과 함께 수인분당선 오이도~인천 구간은 모두 역번호가 8씩 밀려났다.이 역 개통 전인 날짜에 K250은 오이도역이 쓰다가 이 역에 넘어갔다.

## 역사
- 1966년 9월 1일 : 무배치간이역으로 개업[1]
- 1988년 10월 25일 : 영업거리표 개정 (수원기점 17.2km→17.9km)[2]
- 1996년 1월 1일 : 수인선 영업 중지 관계로 여객 취급 중지[3]
- 2015년 9월 4일 : 철도거리표에서 삭제[4]
- 2019년 10월 25일: 역명을 사리역으로 결정[5]
- 2020년 2월 2일 : 수원 - 한대앞 구간 종합시험운행[6]
- 2020년 5월 29일 : 철도거리표 사용개시에 따른 거리 수정.[7]
- 2020년 9월 12일 : 수도권 전철 수인·분당선 개통

## 역 주변 정보
인근에 상록수마을을 비롯한 아파트단지와 주택가, 안산동산고등학교 등이 있다. 과거 수인선 영업 시절에는 역 가까이에 해안선이 있어 사리포구가 있었으나, 수인선 영업 정지 직전인 1994년 시화방조제의 완공과 더불어 뱃길이 끊기고 현재는 포구 자체가 매립되면서 흔적조차 없어진 상태이다.

## 이용객 변동
2020년 자료는 개통일인 2020년 9월 12일부터 12월 31일까지인 111일 기준으로 환산한 것이다.
| 노선   | 노선 | 일평균 인원수 (명/일) | 일평균 인원수 (명/일) | 일평균 인원수 (명/일) | 일평균 인원수 (명/일) | 일평균 인원수 (명/일) | 일평균 인원수 (명/일) | 일평균 인원수 (명/일) | 일평균 인원수 (명/일) | 일평균 인원수 (명/일) | 일평균 인원수 (명/일) | 일평균 인원수 (명/일) | 일평균 인원수 (명/일) | 일평균 인원수 (명/일) | 일평균 인원수 (명/일) | 각주  |
| 노선   | 노선 | 2010년                | 2011년                | 2012년                | 2013년                | 2014년                | 2015년                | 2016년                | 2017년                | 2018년                | 2019년                | 2020년                | 2021년                | 2022년                | 2023년                | 각주  |
| ------ | ---- | --------------------- | --------------------- | --------------------- | --------------------- | --------------------- | --------------------- | --------------------- | --------------------- | --------------------- | --------------------- | --------------------- | --------------------- | --------------------- | --------------------- | ----- |
| 수인선 | 승차 | 미개통                | 미개통                | 미개통                | 미개통                | 미개통                | 미개통                | 미개통                | 미개통                | 미개통                | 미개통                | 2,721                 | 3,499                 | 4,424                 | 4,877                 | [ 8 ] |
| 수인선 | 하차 | 미개통                | 미개통                | 미개통                | 미개통                | 미개통                | 미개통                | 미개통                | 미개통                | 미개통                | 미개통                | 2,547                 | 3,128                 | 3,837                 | 4,200                 | [ 8 ] |

## 승강장
2면 2선 상대식 승강장으로 건설되었다.
| ↑ 야목   |
| \| １    |
| 한대앞 ↓ |

승강장에는 스크린도어가 설치되어 있다.
| 2 | ● 수도권 전철 수인·분당선 | 야목 · 수원 · 청량리 방면     |
| 1 | ● 수도권 전철 수인·분당선 | 한대앞 · 신길온천 · 인천 방면 |

## 인접한 역
| 수인선                | 수인선                         | 수인선                |
| --------------------- | ------------------------------ | --------------------- |
| K249 야목 청량리 방면 | ● 수도권 전철 수인·분당선 완행 | K251 한대앞 인천 방면 |

## 사진

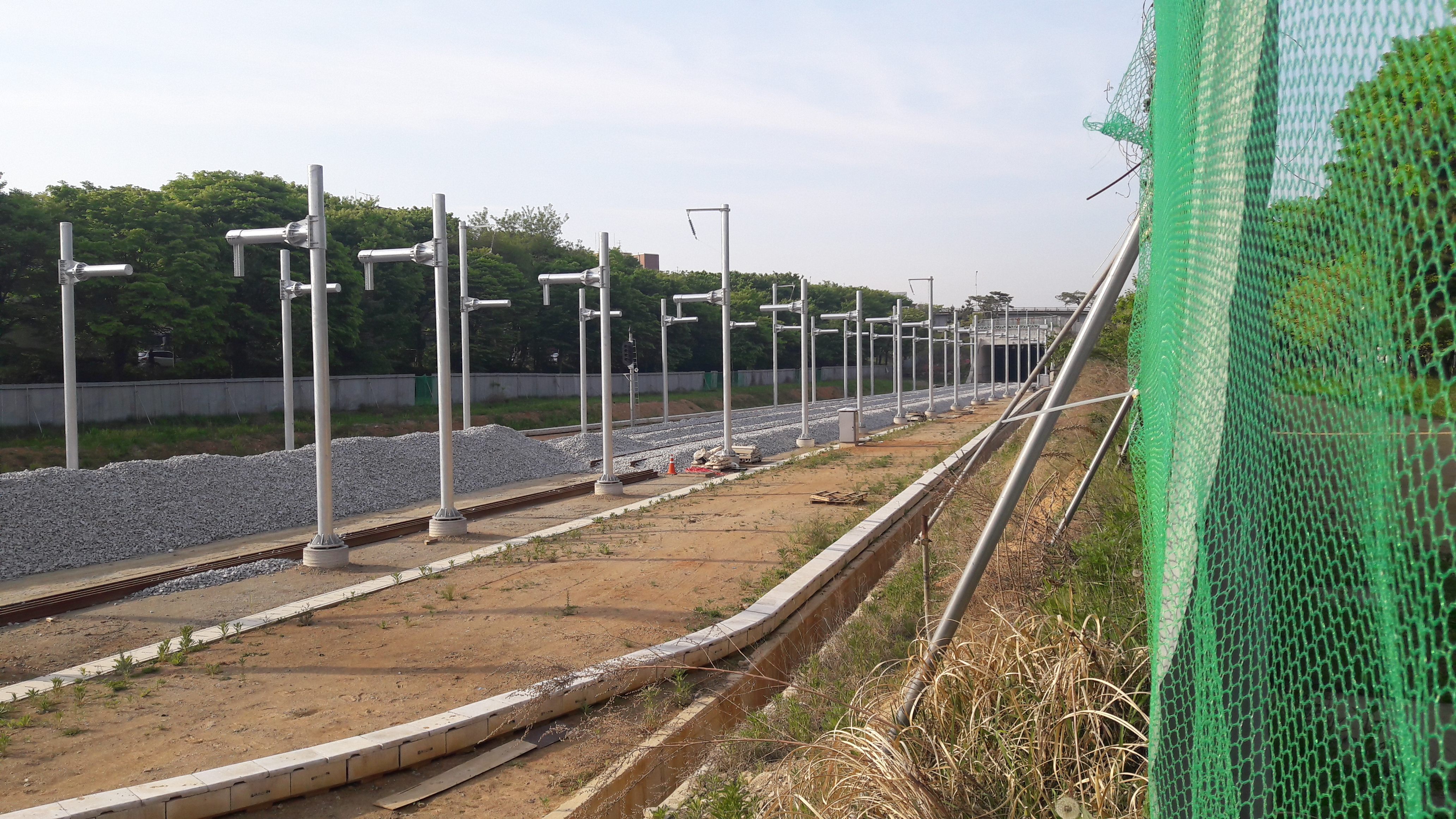
공사 당시 선로 모습(2019년 5월 14일)
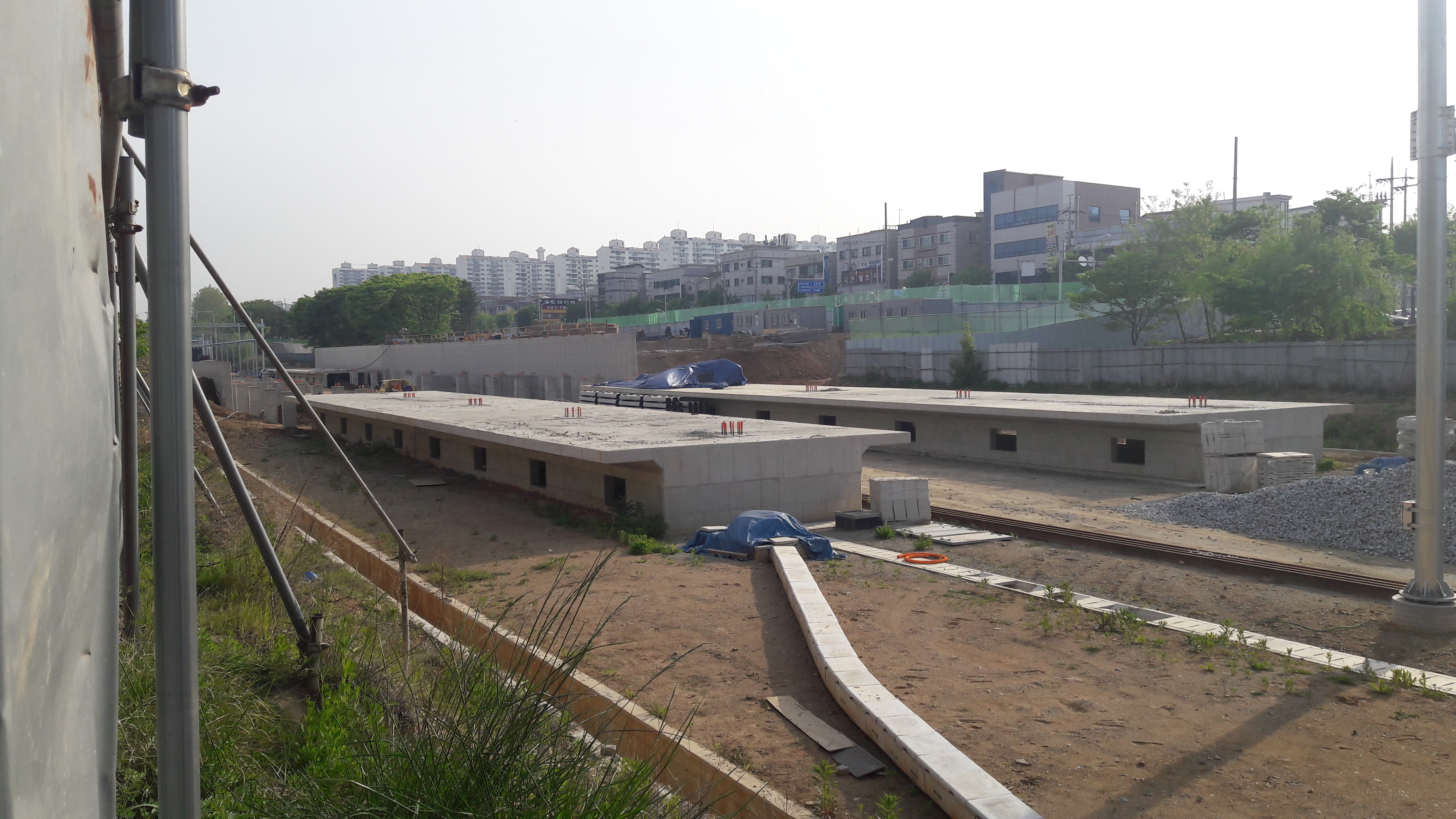
공사 당시 승강장 모습(2019년 5월 14일)
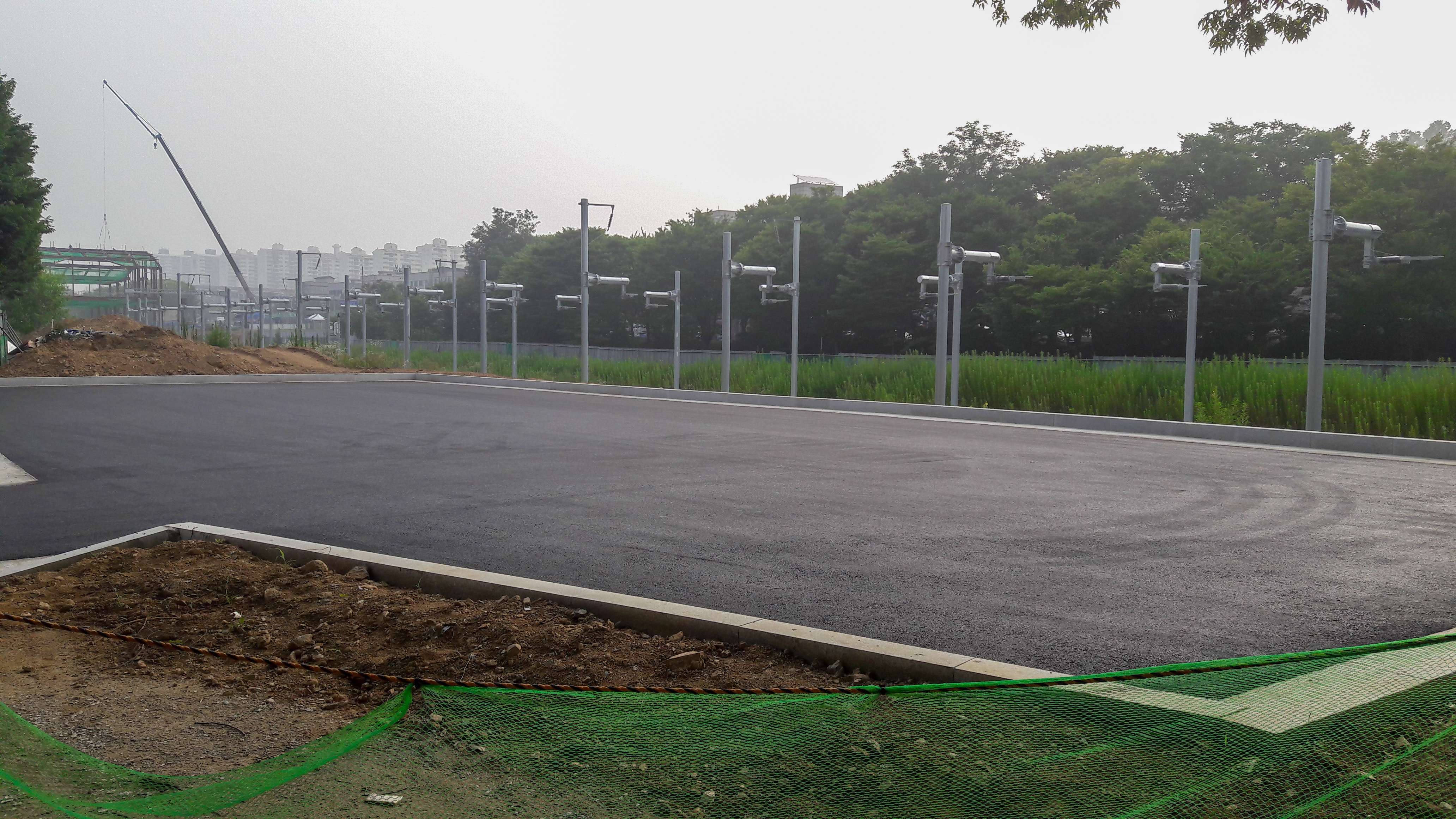
공사 당시 주차장 부지(2019년 7월 17일)
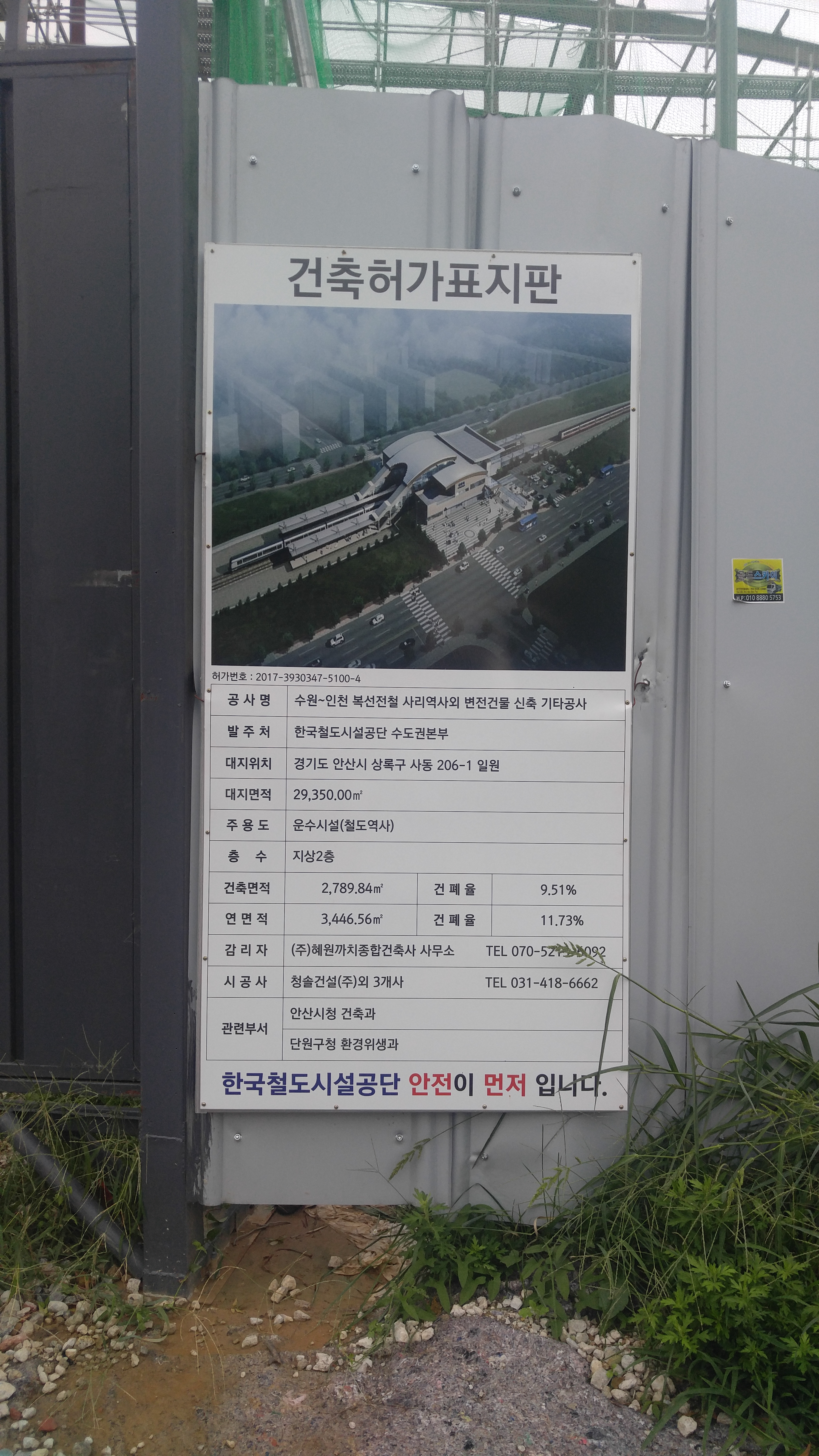
건축허가표지판 (2019년 9월 8일)
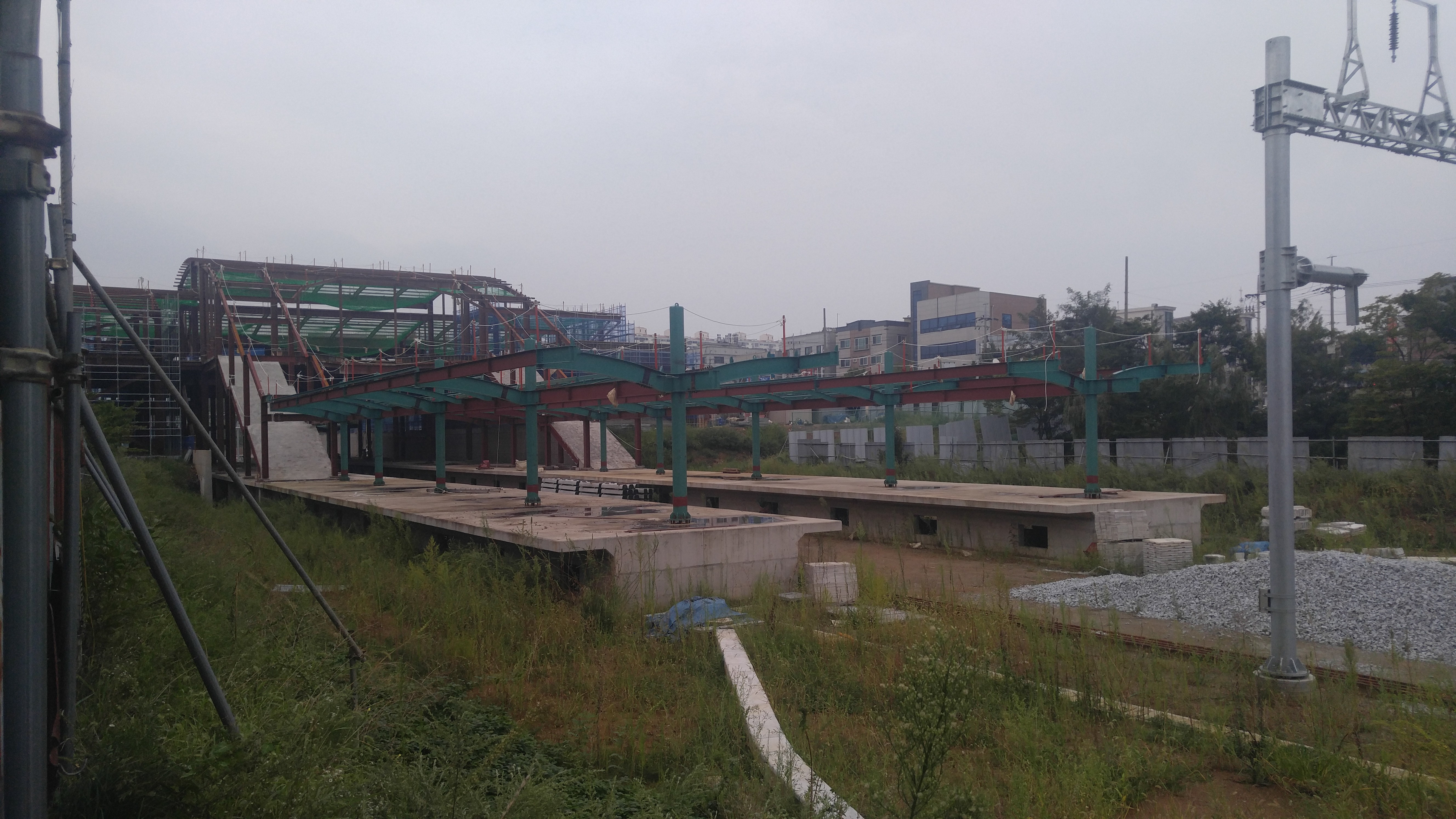
공사 당시 승강장 모습 (2019년 9월 8일)
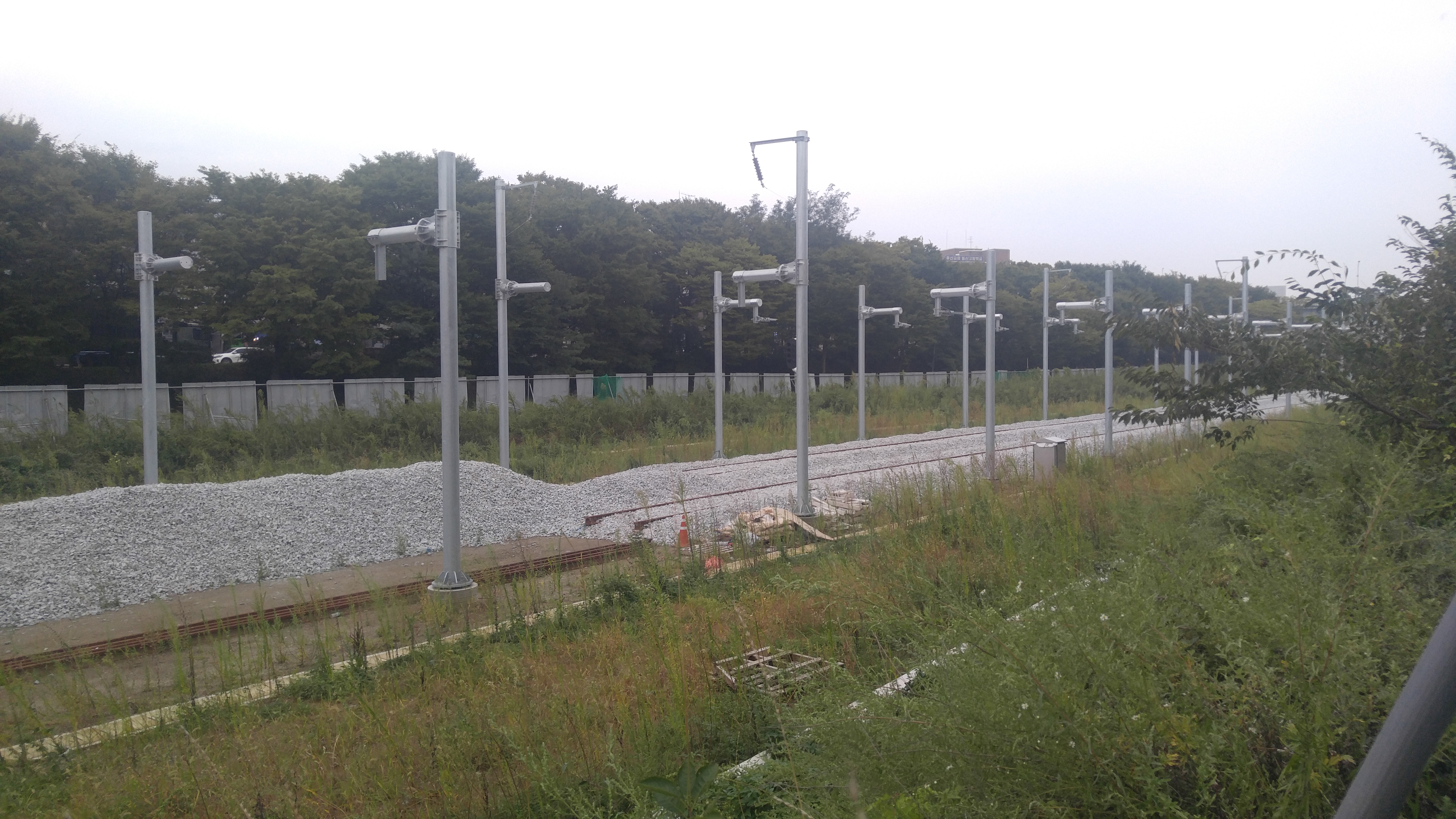
공사 당시 선로 모습 (2019년 9월 8일)
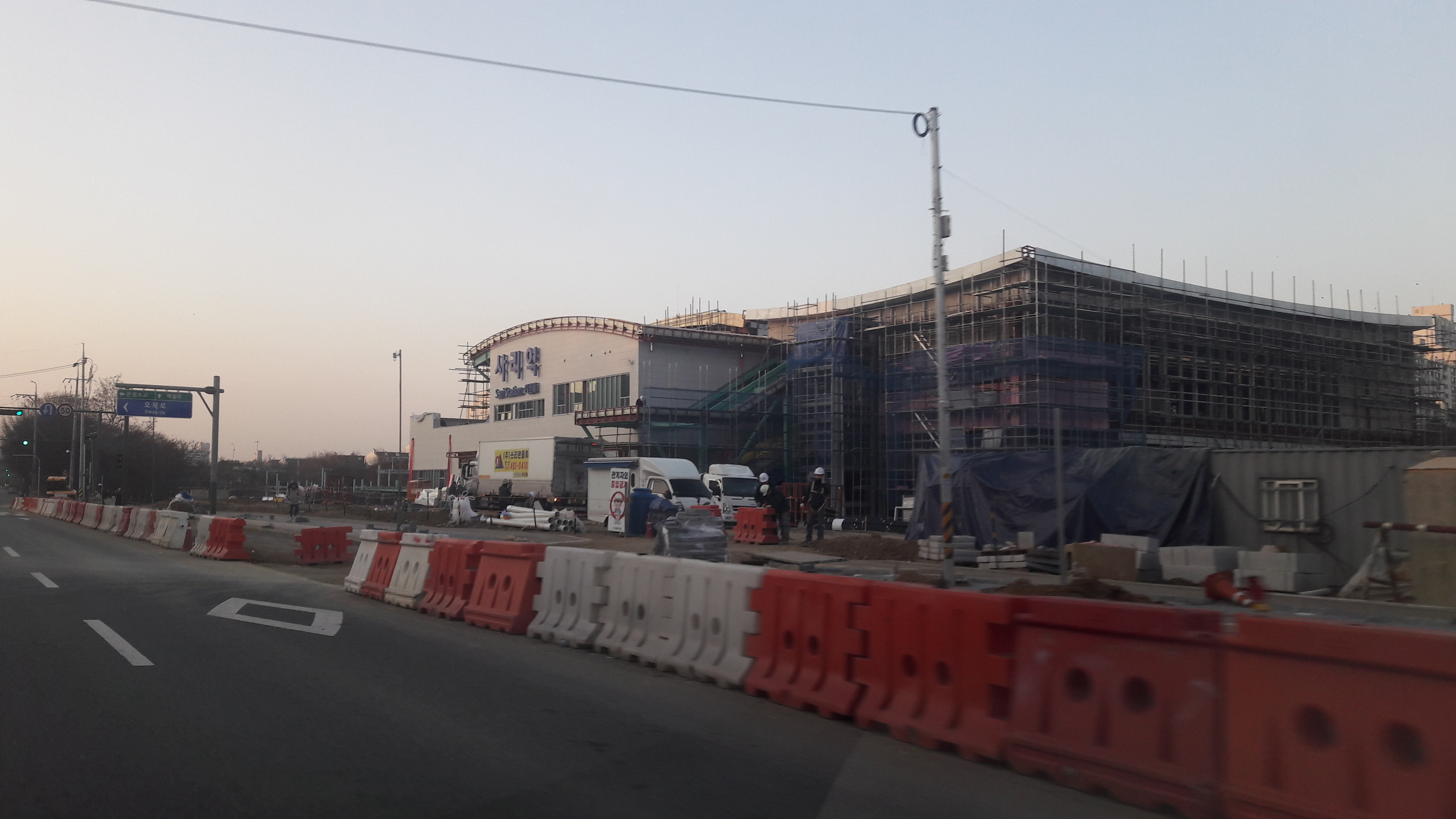
공사 당시 역사 (2019년 12월 20일)
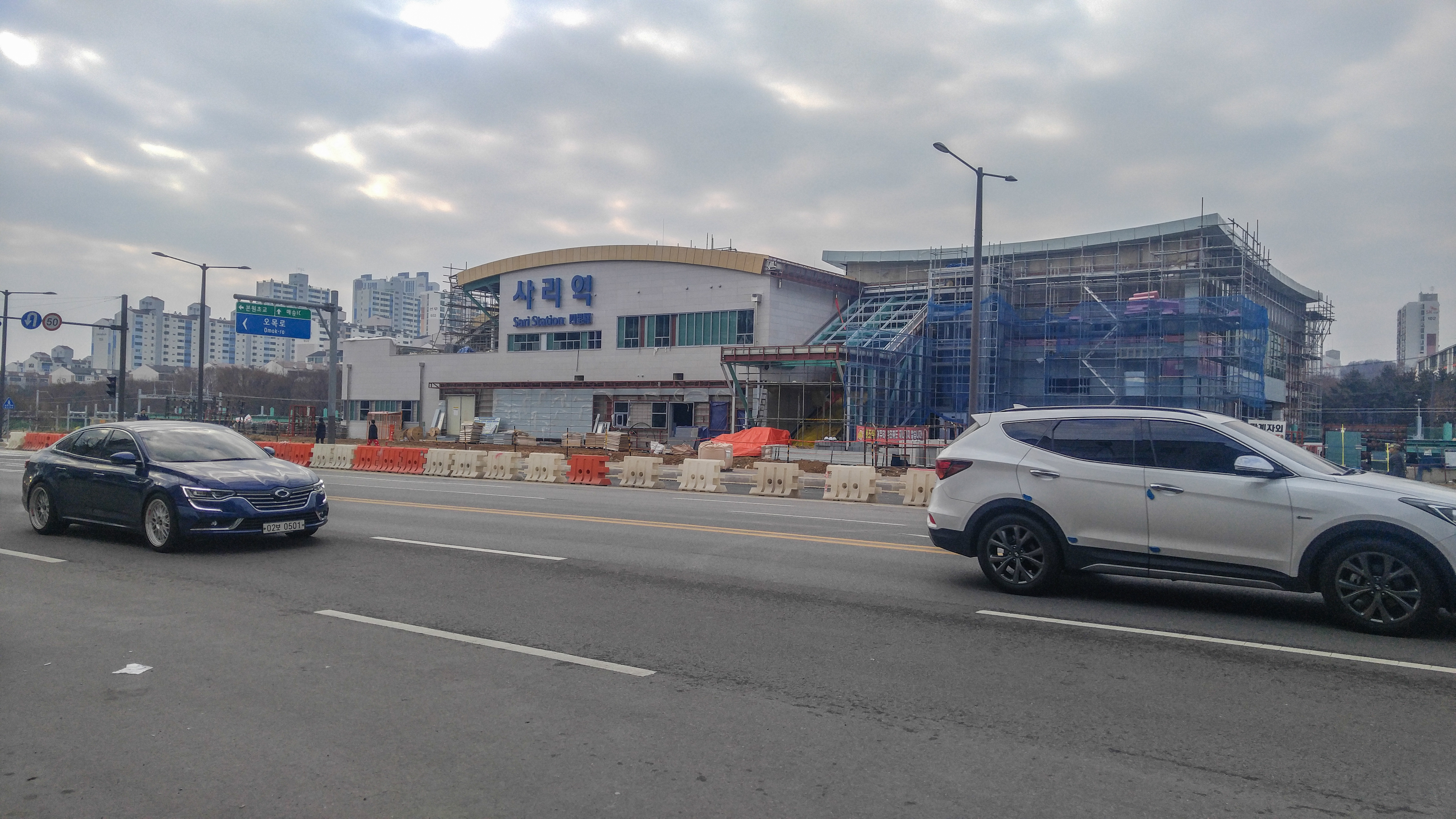
공사 당시 역사 (2020년 1월 1일)
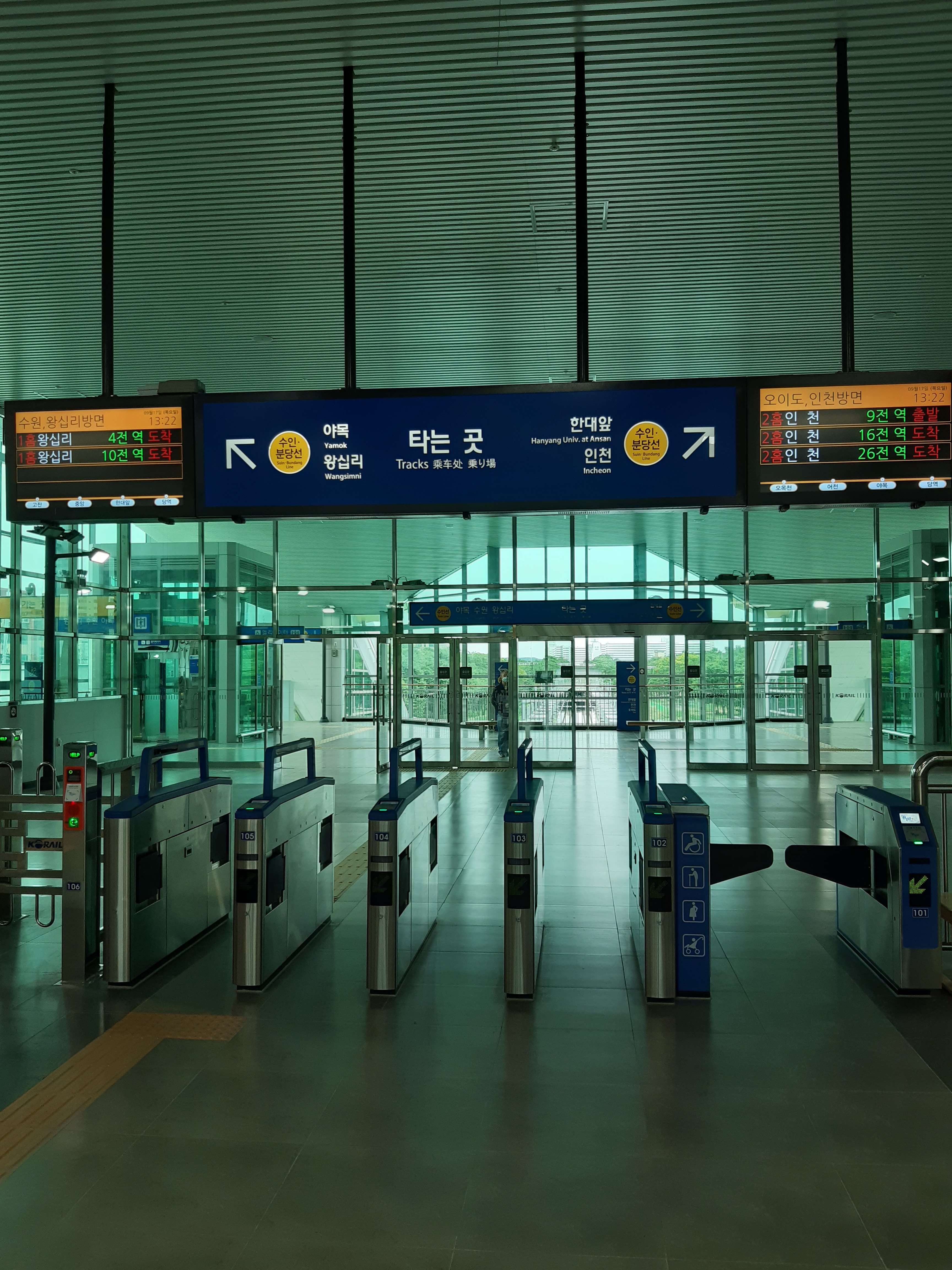
개찰구
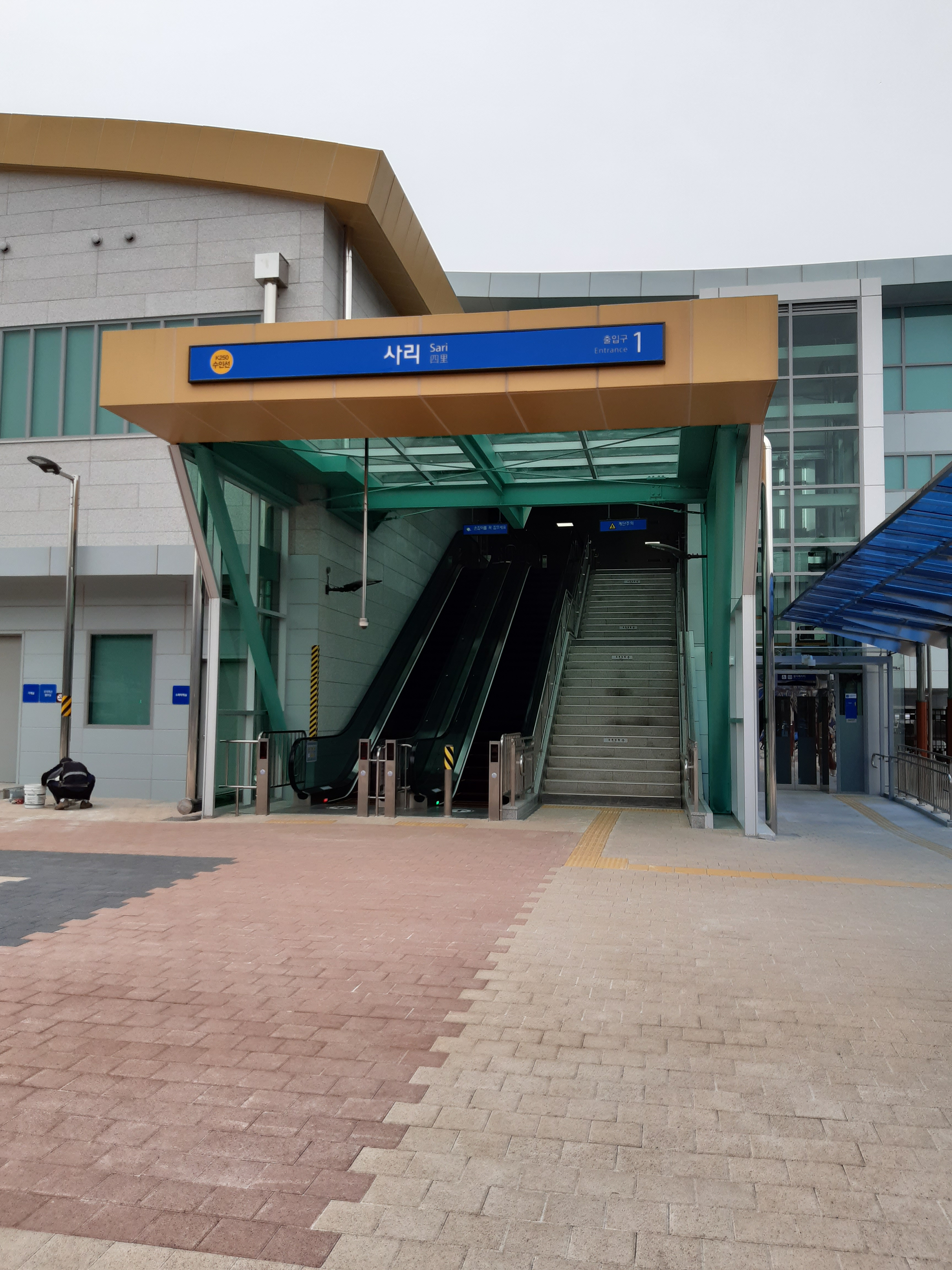
1번출구